# Karczówka (rejon wileński)
Karczówka (lit. Kelmytė) − wieś na Litwie, w rejonie wileńskim, 3 km na południowy wschód od Czarnego Boru, zamieszkana przez 22 ludzi.

## Historia
W dwudziestoleciu międzywojennym leżała w Polsce, w województwie wileńskim, w powiecie wileńsko-trockim, w gminie Rudomino.
Po II wojnie światowej w granicach Związku Sowieckiego. Od 1991 na niepodległej Litwie.